# Diplazon heinrichi
Diplazon heinrichi là một loài tò vò trong họ Ichneumonidae.